# Victorica
Victorica es una localidad de Argentina ubicada en la provincia de La Pampa, siendo la cabecera del departamento Loventué. Su zona rural se extiende también sobre el departamento Chalileo. Se encuentra en el noroeste de la provincia, a 159 kilómetros de la capital Santa Rosa.
Fue fundada por el coronel Ernesto Rodríguez en 1882, una vez finalizada la Conquista del Desierto, durante la presidencia del general Julio Argentino Roca. Fue el primer pueblo fundado en el actual territorio de la provincia de La Pampa.

## Toponimia
Esta localidad debe su nombre al general Benjamín Victorica, ministro de Guerra de la Nación Argentina el año 1882.

## Población
Según el Censo Nacional de Población de 2010, la población fue de 5799 habitantes, lo que representó un incremento del 2,6% frente a los 5656 habitantes (Indec, 2001) del censo anterior. En tanto, la composición de la población fue de 2854 varones y 2945 mujeres índice de masculinidad del 96.91%. También, se contabilizaron 2397 viviendas, un incremento frente a las 1650 del censo anterior.
El censo nacional 2022 arrojó 6 284 habitantes y 3 010 viviendas. Esto la situó como el noveno municipio de la provincia.
| Gráfica de evolución demográfica de Victorica entre 1991 y 2022 |
|                                                                 |
| Fuente: Censos nacionales del INDEC                             |

## Historia

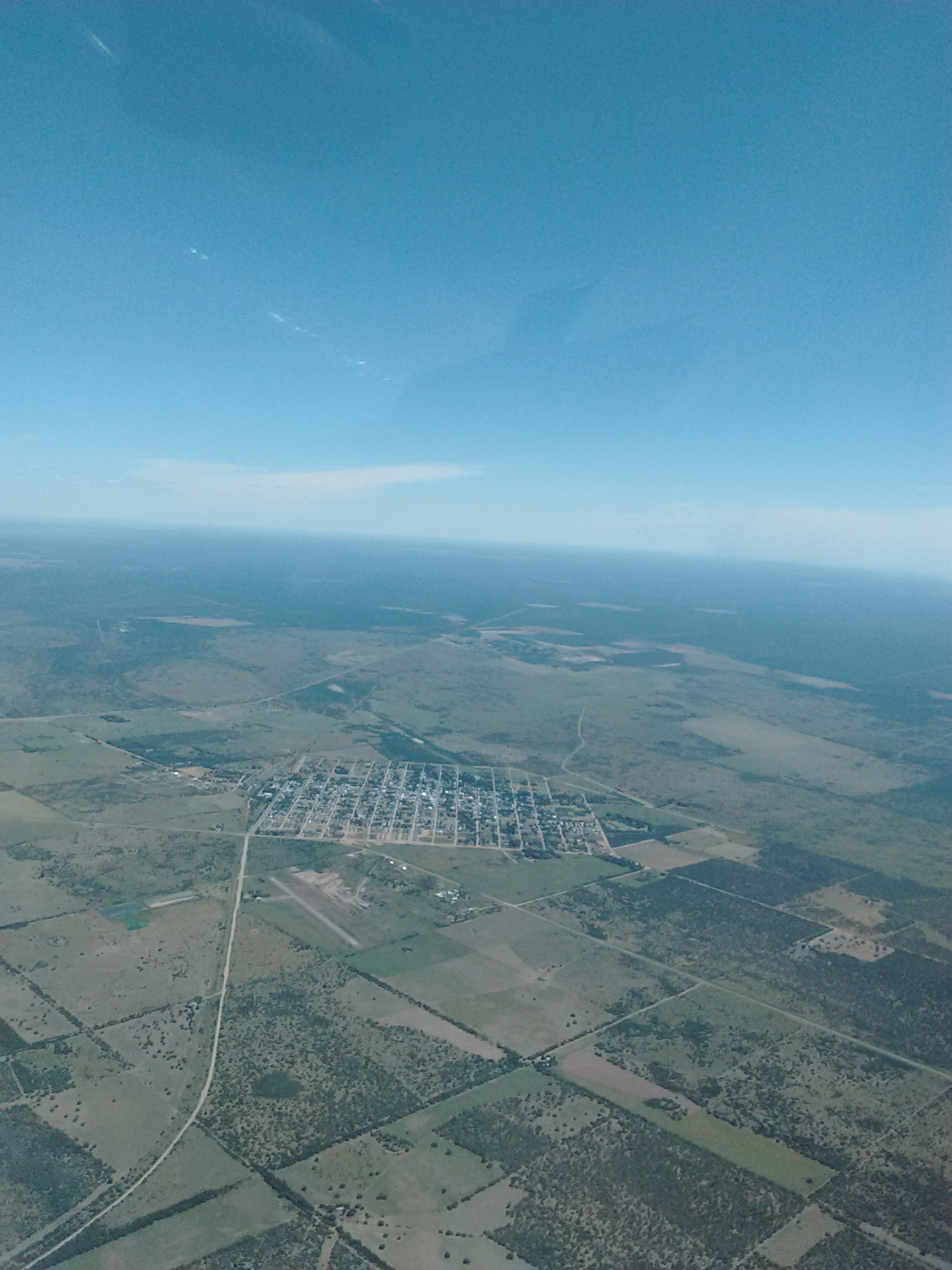
Vista aérea del pueblo

Victorica fue fundada en 1882 por el coronel Ernesto Rodríguez, tras la derrota de los ranqueles en la Conquista del Desierto emprendida por el Estado Nacional Argentino durante la presidencia de Nicolás Avellaneda, siendo ministro de Guerra el general Julio Argentino Roca.  
Cerca de esta población, dentro de los límites de Leubucó, el coronel Lucio V. Mansilla se entrevistó en 1870 con el cacique ranquel Mariano Rosas. El relato de esta entrevista, escrito por Mansilla, se puede encontrar en su libro Una excursión a los indios ranqueles.
El 12 de febrero de 1982, con motivo de los festejos por el centenario de la ciudad, se organizó un multitudinario banquete en el que se consumieron siete toneladas de carne vacuna, dos kilómetros y medio de chorizos y se quemaron cuarenta mil kilos de leña. Se lo conoció como “El asado del siglo" y la noticia tuvo repercusión en la prensa nacional e internacional.
El dictador Galtieri fue acompañado por una gran comitiva oficial que se movilizó hasta allí con los aviones presidenciales y concurrieron varios gobernadores. Según se interpretó, buscaba apoyos para su proyecto político personal y darle continuidad al proceso militar. En abril de ese mismo año Galtieri ordenó el desembarco de tropas argentinas en las Islas Malvinas.
Al pantagruélico festín asistieron casi todos los vecinos de Victorica, excepto Alfredo Gesualdi.

## Clima
El clima de Victorica es templado, al igual que el de toda la provincia, con diversas variaciones. Tiene amplitudes térmicas pronunciadas (lo que es típico de clima continentales), siendo sus marcas históricas una temperatura mínima de -15.3 °C y una máxima de 44 °C.

## Producción
Victorica se encuentra dentro de la zona denominada «caldenal», ya que cuenta con bosques poblados predominantemente por el caldén (Prosopis caldenia), un árbol único en el mundo, espinoso y con una madera de alta calidad. En torno a su explotación gira una buena parte de la actividad productiva victoriquense.
Pero la mayor fuente de riqueza para Victorica es la producción ganadera. Sus buenos campos permiten la aplicación de tecnologías aptas para aumentar la cría de ganado vacuno y obtener una de las mejores carnes del país.
Pese a que la actividad productiva por excelencia es la ganadera, la producción agrícola ha tenido un gran crecimiento debido al cambio climático, ya que se registran lluvias más frecuentes en los últimos años. No obstante, las limitaciones establecidas para el desmonte, debido a la protección del caldén, obligan a los agricultores a respetar el relieve natural, así como su flora y su fauna.
En los últimos tiempos se ha producido también la implantación de pequeñas y medianas empresas que impulsan el crecimiento de la actividad económica. Del mismo modo, el sector comercial se ha reforzado con inversiones de importancia que otorgan a la localidad un rol de centro comercial regional en plena expansión.

## Fiesta Nacional de la Ganadería
Desde 1968, se lleva a cabo la Fiesta Nacional de la Ganadería durante la primera semana de febrero, aunque en principio la celebración sólo era oficialmente "provincial".
Se conoce también a esta fiesta como «la de las ocho lunas y un sol», ya que los festejos se celebran durante ocho noches en la plaza central de Victorica, «Héroes de Cochicó». De esas ocho «lunas», una de ellas es dedicada a los jóvenes. El «sol» se refiere al domingo de la primera semana de febrero, pues ese día, en el campo de jineteada «Don Rosario Balmaceda», se lleva a cabo una competición entre los mejores jinetes del país. Todas las noches, una vez finalizadas las actuaciones en la plaza, se da apertura a «las peñas», situadas en distintos sitios de la ciudad, que prolongan la fiesta hasta altas horas de la madrugada.

## Escudo municipal
- Forma: cuadrilongo, borde inferior redondeado, partido timbrado. Trae en palo como divisorio una lanza de su color empenachada de gules que excede los límites del blasón por arriba y por abajo, en posición de homenaje y enroscada en ella unas boleadoras de su color. Trae en el primer cuartel tapiz superior de azur celeste cargado con una nube de plata y debajo de ella una cabeza de vacuno de sable y plata orientada a la siniestra. Sobre tapiz de sinople inferior una pirámide de plata con forro de sable sobre base de piedras de lo mismo, detrás un campo de su color con surcos lineales de sable, a la diestra un árbol foliado de sinople ramas y tronco de su color. Trae en el segundo cuartel sobre tapiz de azur celeste una elevación de sinople con un mangrullo y empalizada en el horizonte de sable y plata (gris) y una nube de plata detrás

- Ornamentos: Como timbre, un sol naciente con doce rayos rectos alternados con trece más cortos. En corona abierta, un ramo de laurel foliado de sinople a la diestra y una cinta terciada en faja de azur celeste y plata plegada sobre sí misma por tres y extremos cortados en ángulo.

- Simbología: La lanza central y las boleadoras recuerdan su pasado indígena. El sol está alumbrando a la nueva población. La pirámide en primer plano de la izquierda representa el monumento a los héroes de Cochicó. Detrás, el campo arado y la cabeza del vacuno representan las actividades agropecuarias, y el caldén a la izquierda del campo, la flora autóctona. A la derecha del escudo se representa el fortín con su mangrullo sobre una elevación, recuerdos de la época de la conquista del desierto. La rama de laurel simboliza las glorias pasadas, y el triunfo y la cinta argentina su pertenencia a la nación.

La autora del escudo fue la señora María Elsa Borthiry.

## Parques y plazas
- Parque Los Pisaderos.
- Plaza Héroes de Cochicó.
- Plaza de la Madre (Plazoleta).
- Plaza Don Bosco.

## Monumentos
- Mariano Rosas, cacique ranquelino.
- Leubucó, a las dinastías aborígenes del pueblo ranquel.
- José Gregorio Yankamil (piedra mármol en plaza central y casa histórica)[8]
- Soldados caídos en el combate de Cochicó (obelisco en plaza central).
- Juan Carlos Maldonado, campeón provincial de automovilismo (acceso Ruta 10).
- Monumento a la Madre (plazoleta de la Madre).
- General Juan Pistarini (nativo de Victorica y ministro de Obras Públicas de la Nación Argentina durante primeros gobiernos del general Juan Domingo Perón).

## Personas reconocidas
- Juan Pistarini (1882-1956) militar y político.
- Martiniano Pereyra (1929-), boxeador, campeón nacional en Buenos Aires.[9]
- Héctor Pedro Vergez (1943-), exmilitar y delincuente durante la dictadura cívico-militar (1976-1983).
- Juan Ferreyra (1990-), tenista.[10]
- Oscar Antonio Di Dío (f. 1977), militante peronista, asesinado en Buenos Aires por Héctor Pedro Vergez.[11]
- Hugo Ramón Gatica (Limay Mahuida, 11 de noviembre de 1962 - ARA General Belgrano en el mar Argentino, 2 de mayo de 1982), marino raso. Vivió en Victorica. Con él, murieron en total 323 tripulantes (4 de ellos, pampeanos), que permanecen dentro del crucero en el fondo del mar.[12]

## Imágenes

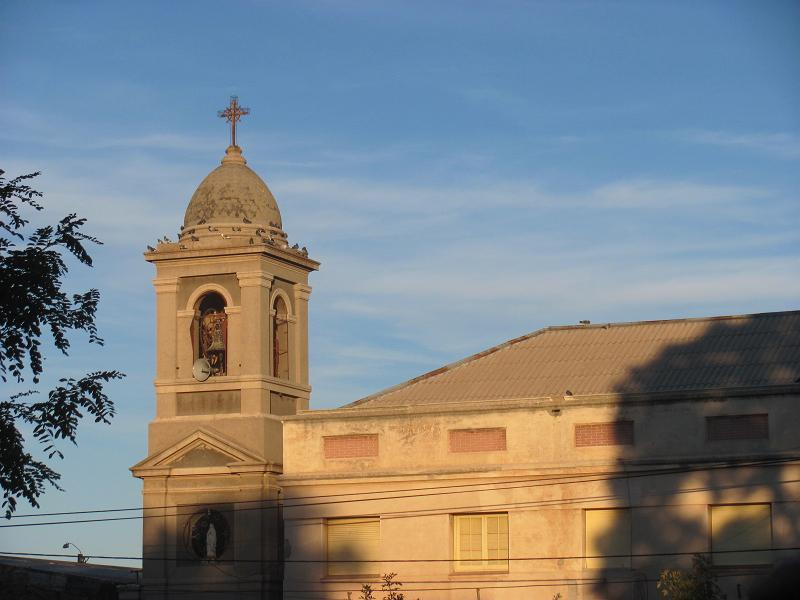
Iglesia
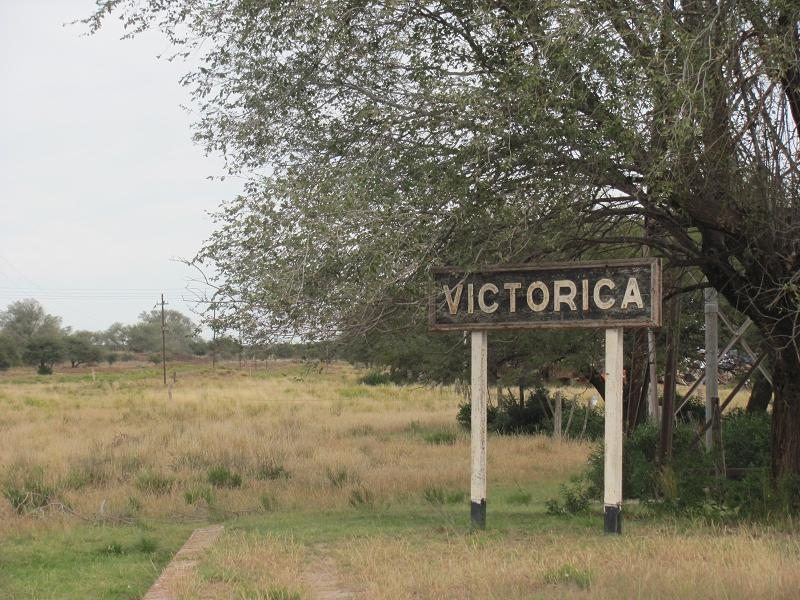
Estación

## Parroquias de la Iglesia católica en Victorica
| Diócesis  | Santa Rosa en Argentina     |
| --------- | --------------------------- |
| Parroquia | Nuestra Señora de la Merced |